# 東所澤站

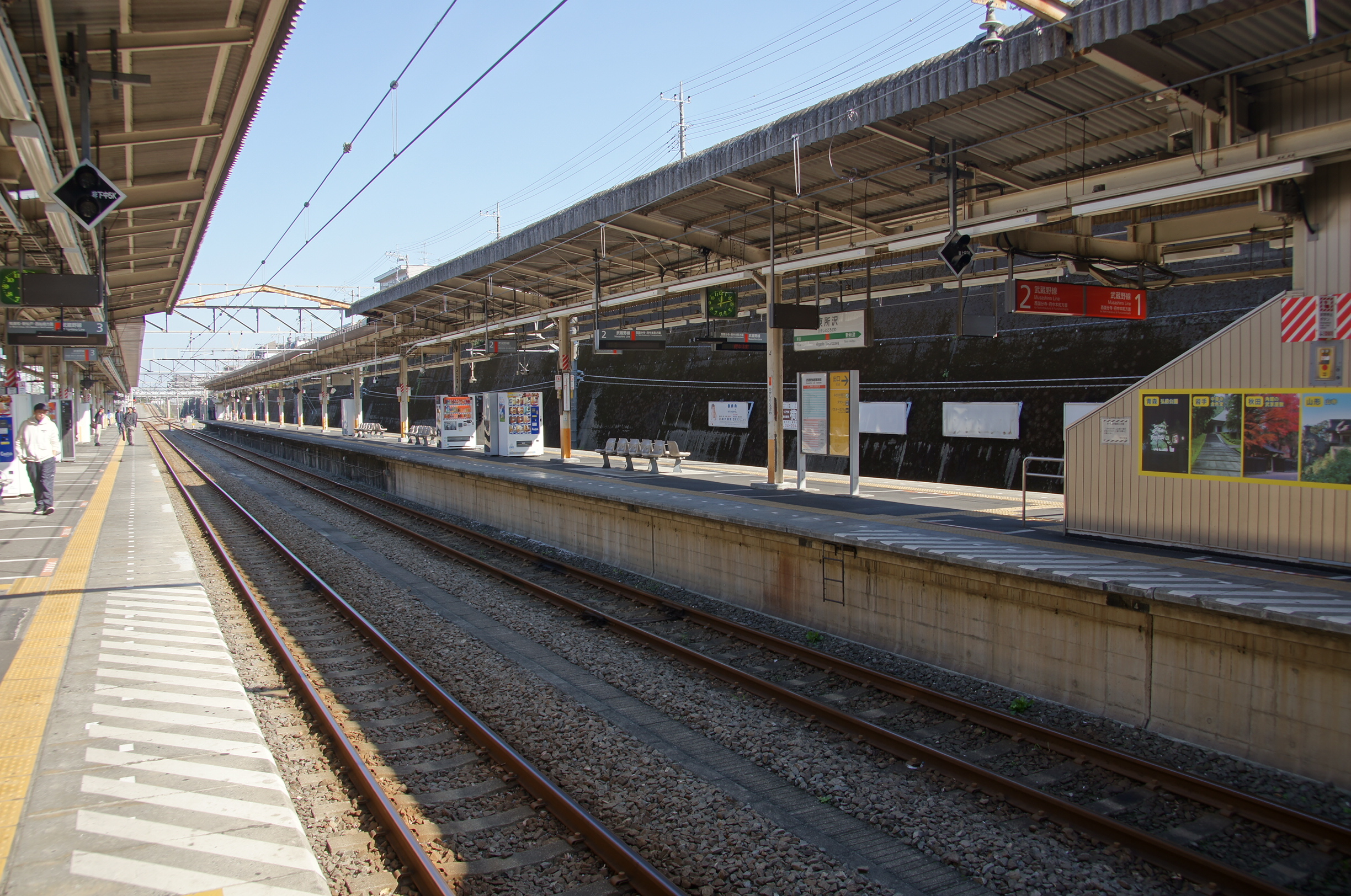
月台（2012年10月26日）

東所澤站（日语：／ Higashi-Tokorozawa eki */?）位於日本埼玉縣所澤市東所澤五丁目，是東日本旅客鐵道（JR東日本）武藏野線的鐵路車站。車站編號是JM 30。

## 車站構造
位於地下1樓的掘割部分，島式月台2面4線。內側的月台、軌道（2、3號月台）供進出東所澤電車區與此站到發的列車使用。1樓設有閘口、大堂與出入口。車站顏色是櫻色。

### 月台配置
| 月台 | 路線     | 方向 | 目的地                     |
| ---- | -------- | ---- | -------------------------- |
| 1、2 | 武藏野線 | 上行 | 西國分寺、府中本町方向     |
| 3、4 | 武藏野線 | 下行 | 南浦和、新松戶、西船橋方向 |

（來源：JR東日本:車站構內圖 （页面存档备份，存于））

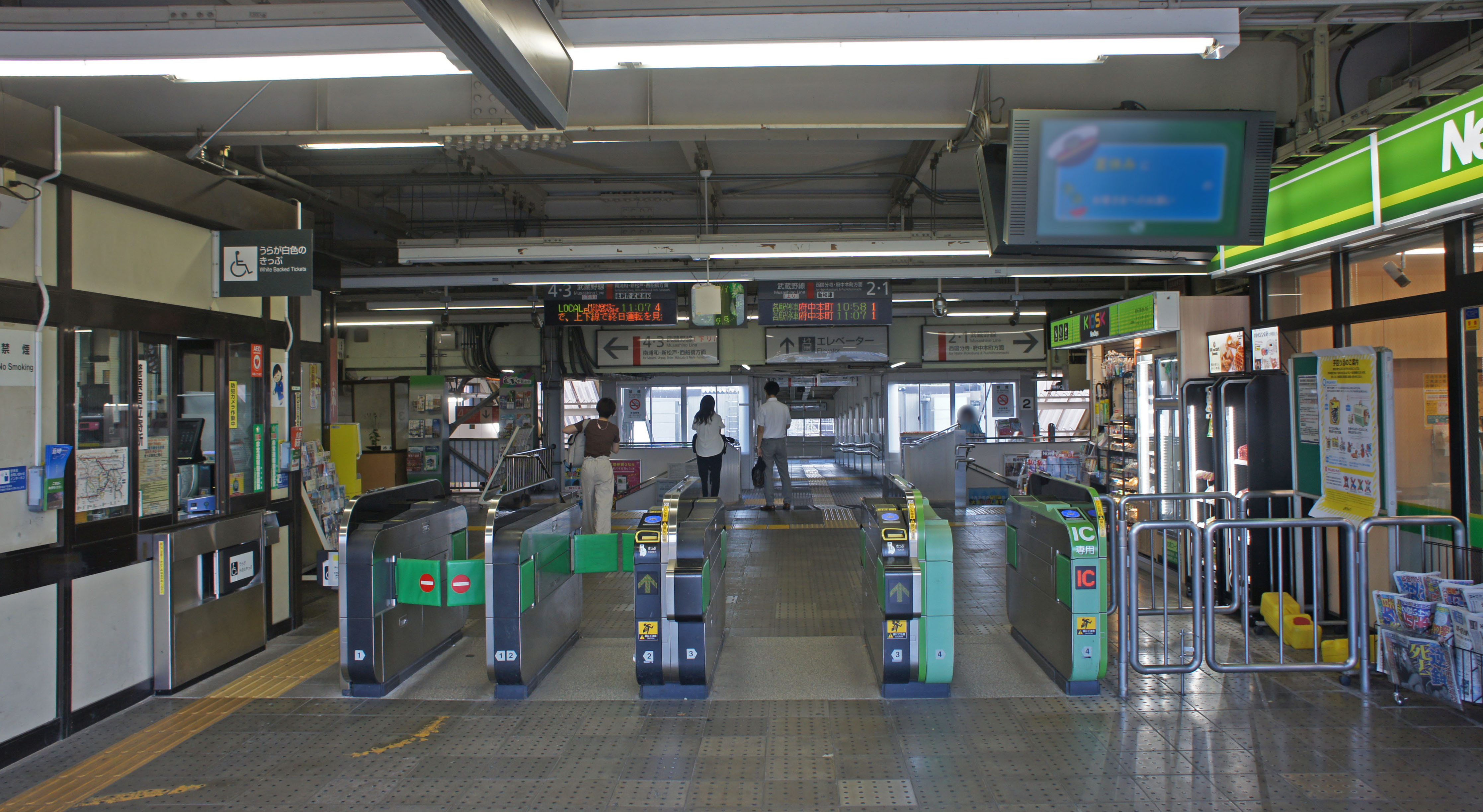
閘口（2019年9月）
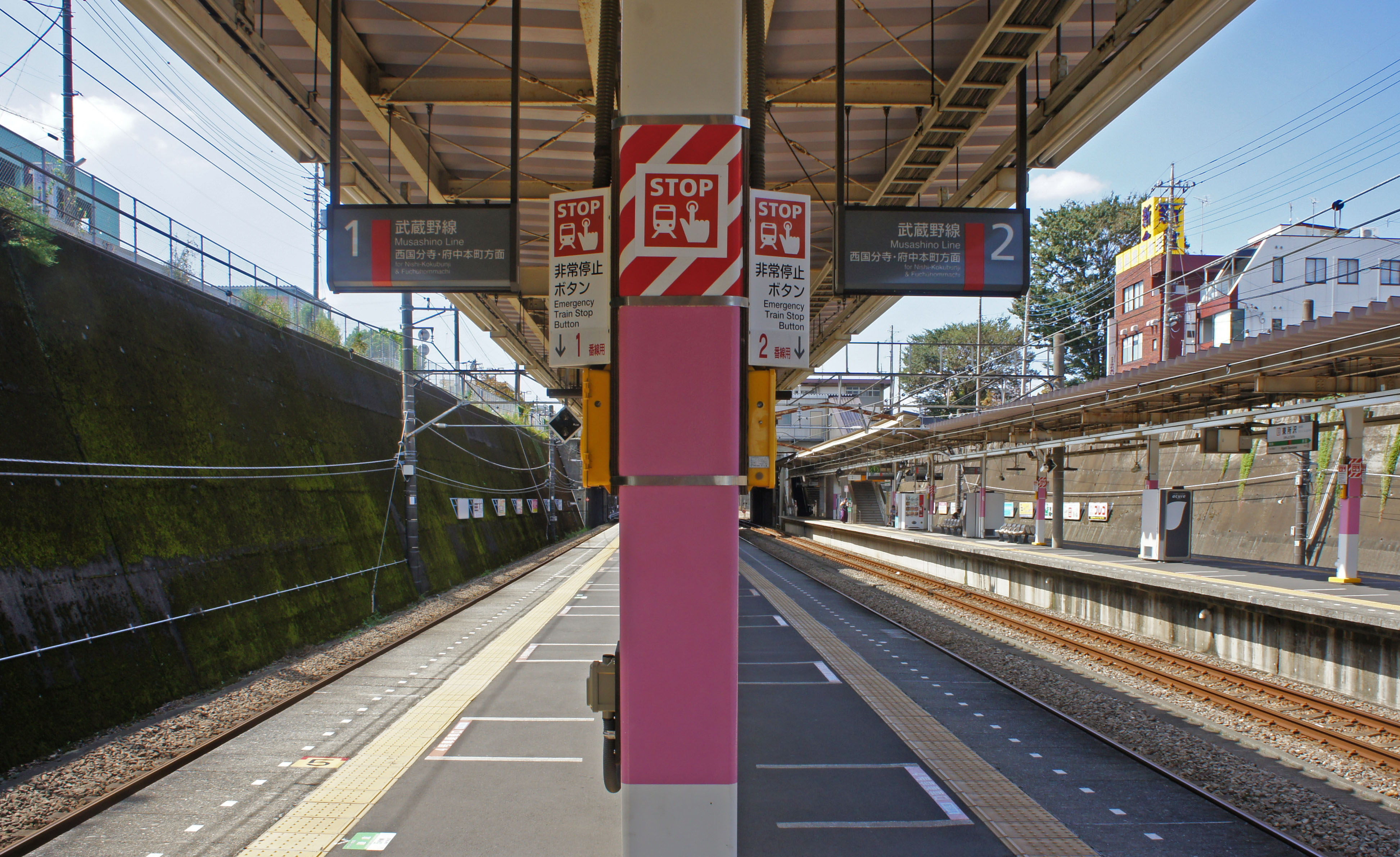
1、2號月台（2019年9月）
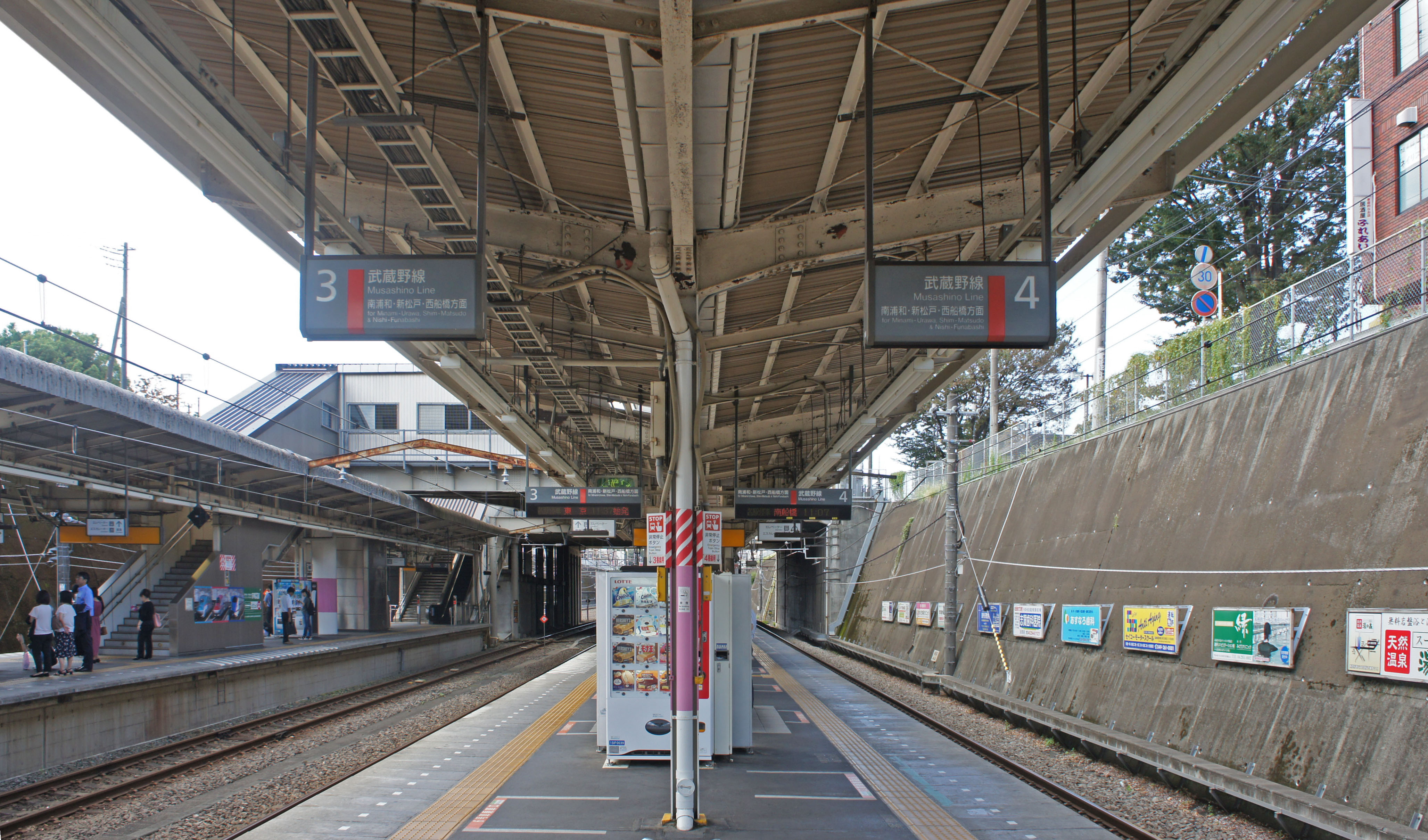
3、4號月台（2019年9月）

## 利用狀況
2019年（令和元年）度的1日平均上車人次為15,088人。
根據JR東日本，1日的平均上車人次的推移如下表。
| 年度               | 1日平均上車人次 | 1日平均上車人次 | 1日平均上車人次 | 來源              |
| 年度               | 定期外          | 定期            | 合計            | 來源              |
| ------------------ | --------------- | --------------- | --------------- | ----------------- |
| 1990年（平成02年） |                 |                 | 7,349           |                   |
| 1991年（平成03年） |                 |                 | 8,104           |                   |
| 1992年（平成04年） |                 |                 | 8,983           |                   |
| 1993年（平成05年） |                 |                 | 9,855           |                   |
| 1994年（平成06年） |                 |                 | 10,904          |                   |
| 1995年（平成07年） |                 |                 | 11,554          |                   |
| 1996年（平成08年） |                 |                 | 12,008          |                   |
| 1997年（平成09年） |                 |                 | 12,118          |                   |
| 1998年（平成10年） |                 |                 | 12,170          |                   |
| 1999年（平成11年） |                 |                 | 12,296          | [ 埼玉県統計 1 ]  |
| 2000年（平成12年） |                 |                 | 12,736          | [ 埼玉県統計 2 ]  |
| 2001年（平成13年） |                 |                 | 12,946          | [ 埼玉県統計 3 ]  |
| 2002年（平成14年） |                 |                 | 13,082          | [ 埼玉県統計 4 ]  |
| 2003年（平成15年） |                 |                 | 13,487          | [ 埼玉県統計 5 ]  |
| 2004年（平成16年） |                 |                 | 13,557          | [ 埼玉県統計 6 ]  |
| 2005年（平成17年） |                 |                 | 13,847          | [ 埼玉県統計 7 ]  |
| 2006年（平成18年） |                 |                 | 14,202          | [ 埼玉県統計 8 ]  |
| 2007年（平成19年） |                 |                 | 14,396          | [ 埼玉県統計 9 ]  |
| 2008年（平成20年） |                 |                 | 14,597          | [ 埼玉県統計 10 ] |
| 2009年（平成21年） |                 |                 | 14,573          | [ 埼玉県統計 11 ] |
| 2010年（平成22年） |                 |                 | 14,483          | [ 埼玉県統計 12 ] |
| 2011年（平成23年） |                 |                 | 14,548          | [ 埼玉県統計 13 ] |
| 2012年（平成24年） | 4,373           | 10,377          | 14,751          | [ 埼玉県統計 14 ] |
| 2013年（平成25年） | 4,480           | 10,585          | 15,065          | [ 埼玉県統計 15 ] |
| 2014年（平成26年） | 4,535           | 10,496          | 15,031          | [ 埼玉県統計 16 ] |
| 2015年（平成27年） | 4,589           | 10,733          | 15,322          | [ 埼玉県統計 17 ] |
| 2016年（平成28年） | 4,612           | 10,806          | 15,418          | [ 埼玉県統計 18 ] |
| 2017年（平成29年） | 4,657           | 10,765          | 15,423          | [ 埼玉県統計 19 ] |
| 2018年（平成30年） | 4,679           | 10,852          | 15,532          | [ 埼玉県統計 20 ] |
| 2019年（令和元年） | 4,596           | 10,491          | 15,088          |                   |

## 相鄰車站
東日本旅客鐵道（JR東日本）
 武藏野線
新座（JM 29）－東所澤（JM 30）－新秋津（JM 31）

### 使用情況
JR1日平均使用人數
1. ↑  各駅の乗車人員 （页面存档备份，存于） - JR東日本

JR東日本2000年度以後上車人次
1. ↑  各駅の乗車人員（2000年度） （页面存档备份，存于） - JR東日本
2. ↑  各駅の乗車人員（2001年度） （页面存档备份，存于） - JR東日本
3. ↑  各駅の乗車人員（2002年度） （页面存档备份，存于） - JR東日本
4. ↑  各駅の乗車人員（2003年度） （页面存档备份，存于） - JR東日本
5. ↑  各駅の乗車人員（2004年度） （页面存档备份，存于） - JR東日本
6. ↑  各駅の乗車人員（2005年度） （页面存档备份，存于） - JR東日本
7. ↑  各駅の乗車人員（2006年度） （页面存档备份，存于） - JR東日本
8. ↑  各駅の乗車人員（2007年度） （页面存档备份，存于） - JR東日本
9. ↑  各駅の乗車人員（2008年度） （页面存档备份，存于） - JR東日本
10. ↑  各駅の乗車人員（2009年度） （页面存档备份，存于） - JR東日本
11. ↑  各駅の乗車人員（2010年度） （页面存档备份，存于） - JR東日本
12. ↑  各駅の乗車人員（2011年度） （页面存档备份，存于） - JR東日本
13. 1 2 3  各駅の乗車人員（2012年度） （页面存档备份，存于） - JR東日本
14. 1 2 3  各駅の乗車人員（2013年度） （页面存档备份，存于） - JR東日本
15. 1 2 3  各駅の乗車人員（2014年度） （页面存档备份，存于） - JR東日本
16. 1 2 3  各駅の乗車人員（2015年度） （页面存档备份，存于） - JR東日本
17. 1 2 3  各駅の乗車人員（2016年度） （页面存档备份，存于） - JR東日本
18. 1 2 3  各駅の乗車人員（2017年度） （页面存档备份，存于） - JR東日本
19. 1 2 3  各駅の乗車人員（2018年度） （页面存档备份，存于） - JR東日本
20. 1 2 3  各駅の乗車人員（2019年度） （页面存档备份，存于） - JR東日本

JR統計資料
1. ↑  埼玉県統計年鑑 （页面存档备份，存于） - 埼玉県
2. ↑  所沢市統計書 （页面存档备份，存于） - 所沢市

埼玉縣統計年鑑
1. ↑  .   [2020-07-27]. （原始内容存档于2020-02-02）.
2. ↑  .   [2020-07-27]. （原始内容存档于2017-07-05）.
3. ↑  .   [2020-07-27]. （原始内容存档于2017-08-07）.
4. ↑  .   [2020-07-27]. （原始内容存档于2017-12-29）.
5. ↑  .   [2020-07-27]. （原始内容存档于2017-12-29）.
6. ↑  .   [2020-07-27]. （原始内容存档于2017-12-29）.
7. ↑  .   [2020-07-27]. （原始内容存档于2017-12-29）.
8. ↑  .   [2020-07-27]. （原始内容存档于2017-12-29）.
9. ↑  .   [2020-07-27]. （原始内容存档于2017-12-29）.
10. ↑  .   [2020-07-27]. （原始内容存档于2017-12-29）.
11. ↑  .   [2020-07-27]. （原始内容存档于2017-12-29）.
12. ↑  .   [2020-07-27]. （原始内容存档于2017-12-29）.
13. ↑  .   [2020-07-27]. （原始内容存档于2017-12-29）.
14. ↑  .   [2020-07-27]. （原始内容存档于2017-12-29）.
15. ↑  .   [2020-07-27]. （原始内容存档于2017-12-29）.
16. ↑  .   [2020-07-27]. （原始内容存档于2017-07-05）.
17. ↑  .   [2020-07-27]. （原始内容存档于2020-02-02）.
18. ↑  .   [2020-07-27]. （原始内容存档于2020-02-02）.
19. ↑  .   [2020-07-27]. （原始内容存档于2020-02-02）.
20. ↑  .   [2020-07-27]. （原始内容存档于2020-03-18）.

## 延伸閱讀
- 三好好三; 垣本泰宏. . JTBパブリッシング. 2010-02-01.

## 外部連結
- 車站資訊（東所澤）：東日本旅客鐵道